# Escarmain
Escarmain település Franciaországban, Nord megyében. Lakosainak száma 478 fő (2022. január 1.). Escarmain Bermerain, Saint-Martin-sur-Écaillon, Vertain, Beaudignies, Capelle és Romeries községekkel határos.

## Népesség
A település népességének változása:
| Lakosok száma | 439  | 459  | 472  | 470  | 476  | 484  | 482  | 480  | 478  |
|               | 2013 | 2015 | 2016 | 2017 | 2018 | 2019 | 2020 | 2021 | 2022 |